# Índice de Waffle House

Los restos de una Waffle House en Biloxi, Mississippi, después del huracán Katrina

El índice de "Waffle House" es una métrica informal que lleva el nombre de la cadena de restaurantes Waffle House para determinar el efecto de una tormenta y la probabilidad de que sea necesaria ayuda externa para la posterior recuperación. Fue acuñado por el exadministrador Craig Fugate de la Agencia Federal para el Manejo de Emergencias (FEMA). La métrica es utilizada extraoficialmente por FEMA para informar acerca de la respuesta necesaria ante desastres .

## Descripción
La fiabilidad del índice se sustenta sobre la reputación creada por la Waffle House cuando se dan condiciones climáticas extremas , ya que la compañía permanece abierta durante los sucesos o bien reabren los locales poco después de los mismos. 

If you get there and the Waffle House is closed? That's really bad...
Craig Fugate, Exdirector de la Agencia Federal para el Manejo de Emergencias

¿Si llegas allí, y Waffle House está cerrado? Eso es muy malo...
Craig Fugate, Exdirector de la Agencia Federal para el Manejo de Emergencias

### Niveles
El índice tiene tres niveles, según el alcance de las operaciones y el servicio que ofrecen en el restaurante después de los desastres:
- VERDE: menú completo: el restaurante tiene energía y el daño es limitado o inexistente.
- AMARILLO: menú limitado: no hay energía o solo la energía de un generador, o los suministros de alimentos pueden ser bajos.
- ROJO: el restaurante está cerrado – Indica daño o inundación severa; destrucción severa o total del restaurante.

### Trasfondo
El término fue acuñado por el director de la FEMA, Craig Fugate, en mayo de 2011, después del tornado de Joplin de 2011, durante el cual los dos restaurantes de la Waffle House en Joplin permanecieron abiertos.
Las medidas de preparación para desastres de la cadena incluyen reunir y entrenar "equipos de asalto de Waffle House" para facilitar la reapertura rápida después de los desastres.  Waffle House, junto con otras cadenas (como Home Depot, Walmart y Lowe's ) que realizan una proporción significativa de sus negocios en el sur de los EE. UU., donde existe un riesgo frecuente de huracanes, tienen una buena gestión de riesgos y preparación para desastres . Debido a esto, y al hecho de que se prepara un menú reducido para momentos en los que no hay electricidad o suministros limitados, el índice Waffle House rara vez alcanza el nivel rojo.
El "Índice de Waffle House" se encuentra a la par de medidas más formales de viento, lluvia y otros sucesos metedorológicos, como la escala de huracanes Saffir-Simpson, que se utiliza para indicar la intensidad de una tormenta. 
Dan Stoneking, director de asuntos externos de la FEMA, escribió en un blog de la FEMA:

Como suele decir Craig [Fugate], la prueba de Waffle House no solo nos dice como de rápido podría recuperarse un negocio, sino que también nos dice cómo le está yendo a la comunidad en general. Cuanto antes se puedan reabrir los restaurantes, supermercados, tiendas de barrio, o los bancos, antes las economías locales comenzarán a generar ingresos nuevamente, lo que indica una recuperación más sólida para esa comunidad. El éxito del sector privado en la preparación y el manejo de los desastres es esencial para la capacidad de recuperación de una comunidad a largo plazo.
Dan Stoneking, director de asuntos externos de la FEMA

Una respuesta a una solicitud de FOIA en 2017 incluyó correos electrónicos que decían que Waffle House Index era un proyecto personal de Craig Fugate, negando una conexión entre Waffle House Index y el Centro Nacional de Operaciones de Emergencia Comercial de FEMA.